# Casacoima
Casacoima é um município da Venezuela localizado no estado de Delta Amacuro.
A capital do município é a cidade de Sierra Imataca.